# 陈显达

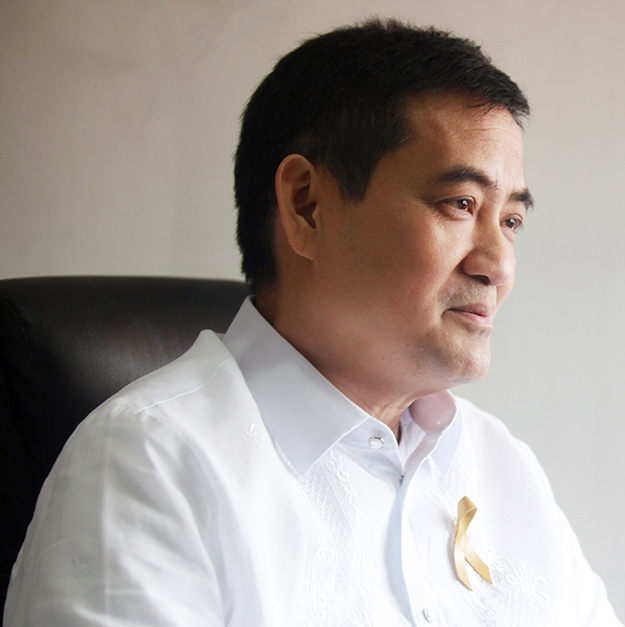
菲律宾籍华裔陈显达

陈显达（Edwin Lacierda），菲律賓籍華裔，现任馬拉坎南宮发言人。曾多次针对「中菲关系」及「台菲漁業衝突」等議題发表有關评论，可以流利地掌握汉语普通话。